# ABCA1
ATP-binding cassette transporter ABCA1 geeft zijn naam aan een gen en het eiwitproduct van dit gen. Dit eiwit regelt het intracellulaire cholesterolniveau.
Het ABCA1-eiwit komt voor in de celmembraan en is lid van de ATP-binding cassette (ABC) transporters. ABC-eiwitten transporteren verscheidene moleculen over de extra- en intercellulaire membranen. De genen die coderen voor deze ABC-transporters worden in zeven categorieën ondergebracht: ABCA, MDR/TAP, MRP, ALD, OABP, GCN20 en White. ABCA1 wordt ondergebracht bij de ABCA-subfamilie. Deze klasse ABC-eiwitten komt exclusief bij eukaryoten voor.
Het substraat van dit eiwit is cholesterol. Cholesterol wordt door ABCA1 uit de cel gepompt. Mutaties in het ABCA-gen kunnen leiden tot de zeldzame Ziekte van Tangier en hypoalfaproteïnemie leiden.